# Павел (Колосов)
Епи́скоп Па́вел (в миру Па́вел Петро́вич Ко́лосов; 1855 — сентябрь 1925) — епископ Русской православной церкви, епископ Елизаветградский, викарий Херсонской епархии.

## Биография
Епископ Павел (Павел Петрович Колосов) родился в потомственной священнической семье в 1855 г. 22 июня / 5 июля в Погосте Селижарова, Осташковского уезда Тверской губернии, от благочестивых родителей иерея Петра Ивановича Колосова и Параскевы Васильевны Колосовой. В 1865 году поступил в Осташковское Духовное училище.
В 1871 году по благословению Высокопреосвященнейшего Филофея (Успенского), Архиепископа Тверского и Кашинского поступил в Тверскую Духовную семинарию.
В 1878 году 5 / 18 июля окончил 6 курс Духовной семинарии, и вступил в брак с благочестивой девицей Анной Ивановной Колосовой (Смирновой 1859—1917 гг.) дочерью священника.
В 1878 году 27 октября / 9 ноября был рукоположён в сан диакона, а 29 октября /11 ноября был рукоположён в сан пресвитера Архиепископом Херсонским и Одесским Платоном (Городецким) и получил указ в с. Ивановку (Кочубеевку) Херсонского уезда в храм Пророка Предтечи и Крестителя Господня Иоанна.
 В 1880 году 18/31 мая был переведен в г. Новогеоргиевск (ныне г. Светловодск Кировоградской обл.) Елисаветградского уезда в Свято-Успенский храм, где был вторым священником и в этом же году 1/14 ноября получил указ о назначении быть законоучителем Новобугской учительской семинарии.
По благословению Архиепископа Херсонского и Одесского Никанора (Бровковича) 28 июня / 11июля 1888 года иерей Павел получил указ о переводе его на должность настоятеля Свято — Воскресенского храма г. Новогеоргиевска, Александрийского уезда Херсонской губернии, а также быть благочинным всех Единоверческих церквей Херсонской Епархии.
В 1905 году 17/27 октября со смирением и без ропота принял очередное перемещение и новое послушание от Архиепископа Херсонского и Одесского Димитрия (Ковальницкого), протоиерей Павел Колосов был переведен в г. Елисаветград, где стал девятым настоятелем Свято-Успенского Кафедрального Собора, а также благочинным Елисаветградского округа.
На 1909 год был благочинным Елисаветградского округа в сане протоиерея, настоятелем Успенского собора в Елисаветграде и председателем местного отделения Андреевского братства.
21 июня 1921 года по принятии монашества хиротонисан во епископа Елизаветградского, викария Херсонской епархии.
Согласно воспоминаниям священника Андрея Бондаренко: «Первое время службы епископом Павел (Колосов) разъезжал по приходам, где устраивались торжественные церковные церемонии. <…> Во время объездов приходов епископ Павел заболел, и управление епархией перешло к духовному управлению города Елисаветграда, фактически епархией управлять стала группа протоиереев, состоящая из протоиерея Григория Селецкого, протоиерея Николая Виноградова, протоиерея Михаила Романовского и протоиерея Платона Купчевского при благочинном Симеоне Ковалёве. Эта группа управляла Зиновьевским округом до приезда епископа Онуфрия (Гагалюка)».
Весной 1922 года епископ Павел вместе с другими 32 гражданами попал на скамью подсудимых по обвинению в сокрытии и недопущению изъятию церковных ценностей, но был освобождён. Вероятно, на напуганного епископа рассчитывало Елисаветградское ГПУ, когда в середине августа началась активная работа по расколу духовенства. Для проведения линии «Живой церкви» здесь была организована группа «прогрессивного духовенства», которая провела 22-23 августа 1922 года предвыборный съезд духовенства и мирян викариатства, но обновленческие идеи не нашли на нём поддержки. Елисаветградский викарий Херсонско-Одесской епархии Павел (Колосов) не поддержал обновленцев, в результате чего против него началась клеветническая кампания в советской печати. Московское обновленческое Высшее Церковное Управление осенью того же года поспешило отправить епископа Павла на покой.
29 ноября после окончания съезда «прогрессистов», который состоялся в Елисаветграде, президиум комитета «Живой Церкви» в составе четырёх священников получил от епископа Павла письменное благословение на передачу всех дел бывшим духовным правлением комитета «Живой Церкви», а правление приказано было ликвидировать. Его ликвидация, несмотря на сопротивление его членов протоиереев Романовского, Купчевского и других «реакционных попов», для обновленцев прошла удачно.
Но уже в декабре 1922 — январе 1923 года, по приказу епископа Павла, который решил твёрдо держаться патриарха Тихона, было организовано новое Духовное правление. При этом ГПУ сообщало, что «ликвидировать и привлечь к ответственности лиц за незаконное открытие не представлялось возможным, потому что группа „ЖЦ“ как незарегистрированная в отделе управления считается неофициальной и необъявленной в прессе».
В начале февраля 1923 указом экзарха Украины митрополита Михаила (Ермакова) епископ Павел (Колосов) был почислен на покой, а на его место 4 февраля в Киеве рукоположён молодой и энергичный настоятель Криворожского Никольского храма архимандрит Онуфрий (Гагалюк), прибывший в Елисаветград уже 6 февраля.
Через несколько дней по прибытии, епископ Онуфрий был арестован за отказ подчиняться обновленцем, после чего епископ Павел вступил во временное управление Елисаветградским викариатом. Он продолжил тактику предыдущего руководства и развернул борьбу с обновленчеством, о чём с возмущением писала центральная газета «Коммунист»: «„Живая церковь“ в Елисаветграде подаёт слабые признаки жизни. Зато кучка ожесточённых черносотенцев во главе с епископом Колосовым проявляет активность, оказывает упорное сопротивление обновленческому движению в церкви».
Активная борьба и пребывание в тюрьме подорвали и без того слабое здоровье епископа Павла, и в сентябре 1925 года он скончался 70 лет от роду. Похоронен у апсиды Свято-Николаевского морского собора Херсона.
В настоящее время Синодальной комиссией по канонизации святых при Священном Синоде Украинской Православной Церкви ведется деятельность по сбору материалов для возможного причисления епископа Павла (Колосова) к лику святых.